# جورج هوسنر
جرج هوسنر مهندس برجسته سازه و زلزله در مؤسسه فناوری کالیفرنیا و دارنده نشان ملی علوم بود.

## زندگی‌نامه
هوسنر مدرک کارشناسی خود را از دانشگاه میشیگان، در زمان حضور استفن تیموشنکو در آنجا، اخذ کرد. او مدرک کارشناسی ارشد (۱۹۳۴) و دکتری تخصصی (۱۹۴۱) خود را از مؤسسه فناوری کالیفرنیا دریافت کرد و از سال ۱۹۴۵ در همان‌جا به عنوان استاد مهندسی زلزله جذب و در سال ۱۹۸۱ بازنشسته شد.
از تحقیقات برجسته او می‌توان به ارتعاشات ناشی از سیال در لوله‌ها، تلاطم سیال در مخازن بزرگ، رفتار سازه‌های پاندول معکوس (گهواره ای) و فشار هیدرودینامیکی وارد بر سدها در حین زلزله اشاره کرد.
هوسنر در تاریخ ۱۰ نوامبر ۲۰۰۸ در پاسادینا، کالیفرنیا، در سن ۹۷ سالگی با مرگ طبیعی درگذشت. همه ساله مؤسسه پژوهش مهندسی زلزله، مدال جورج هوسنر را به کسانی که فعالیت چشمگیری در زمینه تحقیقات، اقدامات و سیاست‌های مربوط به ایمنی زلزله انجام داده‌اند، اهدا می‌کند.